# ANAG Billard Cup 2011
Der ANAG Billard Cup 2011 war ein Karambolageturnier in der Disziplin Triathlon und fand vom 7. bis 9. Oktober 2011 in Olmütz, Tschechien statt. Es war die erste Ausgabe dieses Turniers.

## Modus
Es waren sechs Spieler zu dem Turnier eingeladen. Gespielt wurde in den Disziplinen:
- Cadre 71/2: 100 Punkte bzw. 10 Aufnahmen
- Einband: 50 Punkte bzw. 15 Aufnahmen
- Dreiband: 15 Punkte bzw. 25 Aufnahmen

Während des gesamten Turniers wurde mit Nachstoß gespielt. Bei Unentschieden erhielten beide Spieler je einen Punkt, für gewonnene Spiele gab es zwei Punkte.
Die Spieler wurden in zwei Gruppen (A–B) zu je drei Spielern gelost. Die beiden Gruppenersten kamen ins Halbfinale. In der Gruppenphase wurde im Round-Robin-Modus gespielt, ab dem Viertelfinale im einfachen K.-o.-System.

### Teilnehmer
| Gruppe | Name             | Nation      | Anmerkung                      |
| ------ | ---------------- | ----------- | ------------------------------ |
| A      | Wolfgang Zenkner | Deutschland | amtierender Weltmeister        |
| A      | Marek Faus       | Tschechien  | Junioren-Europameister         |
| A      | Xavier Gretillat | Schweiz     | 3-facher Europameister         |
| B      | Esteve Mata      | Spanien     | Europameister                  |
| B      | Arnim Kahofer    | Osterreich  | 2-facher Europameister         |
| B      | Martin Boháč     | Tschechien  | 4-facher tschechischer Meister |

## Turnierstatistik

### Gruppenphase

#### Gruppe A
| Platz | Nation           | Sp. | G-U-V | MP | PP | SV  |
| ----- | ---------------- | --- | ----- | -- | -- | --- |
| 1     | Marek Faus       | 2   | 1-1-0 |    |    | 5:2 |
| 2     | Wolfgang Zenkner | 2   | 0-2-0 |    |    | 5:2 |
| 3     | Xavier Gretillat | 2   | 0-1-1 |    |    | 5:2 |

| Datum | Nation 1         | MP/PP/SV | Nation 2         |
| ----- | ---------------- | -------- | ---------------- |
|       | Xavier Gretillat | 0:6      | Wolfgang Zenkner |
|       | Marek Faus       | 6:0      | Wolfgang Zenkner |
|       | Xavier Gretillat | 3:3      | Marek Faus       |

#### Gruppe B
| Platz | Nation        | Sp. | G-U-V | MP | PP | SV  |
| ----- | ------------- | --- | ----- | -- | -- | --- |
| 1     | Esteve Mata   | 2   | 2-0-0 |    |    | 5:1 |
| 2     | Arnim Kahofer | 2   | 1-0-1 |    |    | 5:1 |
| 3     | Martin Boháč  | 2   | 0-0-2 |    |    | 5:1 |

| Datum | Nation 1     | MP/PP/SV | Nation 2      |
| ----- | ------------ | -------- | ------------- |
|       | Esteve Mata  | 5:1      | Martin Boháč  |
|       | Esteve Mata  | 6:0      | Arnim Kahofer |
|       | Martin Boháč | 0:6      | Arnim Kahofer |

### Finalrunde
| Abk. | Erklärung                              |
| ---- | -------------------------------------- |
| MP   | Matchpunkte                            |
| CD   | Cadre 71/2                             |
| 1B   | Einband                                |
| 3B   | Dreiband                               |
| VGD  | Verhältnismässiger Generaldurchschnitt |

|  | Halbfinale       | Halbfinale | Halbfinale | Halbfinale | Halbfinale | Halbfinale |            |             | Finale | Finale | Finale | Finale | Finale | Finale |
|  |                  |            |            |            |            |            |            |             |        |        |        |        |        |        |
|  |                  | MP         | CD         | 1B         | 3B         | VGD        |            |             |        |        |        |        |        |        |
|  |                  | MP         | CD         | 1B         | 3B         | VGD        |            |             |        |        |        |        |        |        |
|  | Marek Faus       | 2          | 100        | 15         | 15         | 43,155     |            |             |        |        |        |        |        |        |
|  | Marek Faus       | 2          | 100        | 15         | 15         | 43,155     |            | MP          | CD     | 1B     | 3B     | VGD    |        |        |
|  | Arnim Kahofer    | 0          | 1          | 50         | 12         | 47,690     |            | MP          | CD     | 1B     | 3B     | VGD    |        |        |
|  | Arnim Kahofer    | 0          | 1          | 50         | 12         | 47,690     | Marek Faus | 0           | 24     | 50     | 3      | 19,495 |        |        |
|  |                  | MP         | CD         | 1B         | 3B         | VGD        | Marek Faus | 0           | 24     | 50     | 3      | 19,495 |        |        |
|  |                  | MP         | CD         | 1B         | 3B         | VGD        |            | Esteve Mata | 2      | 100    | 19     | 15     | 30,899 |        |
|  | Esteve Mata      | 2          | 100        | 50         | 15         | 32,108     |            | Esteve Mata | 2      | 100    | 19     | 15     | 30,899 |        |
|  | Esteve Mata      | 2          | 100        | 50         | 15         | 32,108     |            |             |        |        |        |        |        |        |
|  | Wolfgang Zenkner | 0          | 65         | 37         | 15         | 23,775     |            |             |        |        |        |        |        |        |
|  | Wolfgang Zenkner | 0          | 65         | 37         | 15         | 23,775     |            |             |        |        |        |        |        |        |

## Abschlusstabelle
| Endklassement  | Endklassement | Endklassement    | Endklassement | Endklassement | Endklassement | Endklassement | Endklassement | Endklassement                       | Endklassement                       | Endklassement                       |
|                |               |                  |               |               |               |               |               | Durchschnitte der Einzeldisziplinen | Durchschnitte der Einzeldisziplinen | Durchschnitte der Einzeldisziplinen |
| Phase          | Platz         | Name             | MP            | PP            | VGD           | BVED          | 71/2          | EB                                  | 3B                                  |                                     |
| -------------- | ------------- | ---------------- | ------------- | ------------- | ------------- | ------------- | ------------- | ----------------------------------- | ----------------------------------- | ----------------------------------- |
| Finale         | 1             | Esteve Mata      | 8             | 11            | 24,48         | 47,59         | 26,08         | 7,68                                | 0,896                               |                                     |
| Finale         | 2             | Marek Faus       | 5             | 8             | 21,26         | 43,15         | 32,40         | 5,12                                | 0,577                               |                                     |
| Halb- finale   | 3             | Arnim Kahofer    | 2             | 4             | 36,94         | 66,66         | 57,33         | 8,37                                | 1,161                               |                                     |
| Halb- finale   | 3             | Wolfgang Zenkner | 2             | 4             | 16,06         | 27,18         | 17,20         | 4,46                                | 0,870                               |                                     |
| Gruppen- phase | 5             | Xavier Gretillat | 1             | 2             | 23,48         | 51,10         | 22,28         | 8,44                                | 0,595                               |                                     |
| Gruppen- phase | 6             | Martin Boháčr    | 0             | 1             | 14,20         | ---           | 5,66          | 5,18                                | 1,105                               |                                     |

| Legende | Legende                                       |
| --- | --------------------------------------------- |
| Abk. | Bedeutung                                     |
| Pkt. | erzielte Punkte                               |
| Aufn. | benötigte Aufnahmen                           |
| ED | Einzeldurchschnitt                            |
| GD | Generaldurchschnitt                           |
| VGD | Verhältnismässiger Generaldurchschnitt        |
| BMD | Bester Mannschaftsdurchschnitt                |
| BED | Bester Einzeldurchschnitt                     |
| BSD | Bester Satzdurchschnitt                       |
| BEVD | Bester Einzel Verhältnismässiger Durchschnitt |
| HS | Höchstserie                                   |
| MP | Match Points                                  |
| PP | Partie Punkte                                 |
| G-U-V | Gewonnen-Unentschieden-Verloren               |
| SV | Satzverhältnis                                |
| WRP | Weltranglistenpunkte                          |
| | 1. Platz (Gold)                               |
| | 2. Platz (Silber)                             |
| | 3. Platz (Bronze)                             |
| | Bester GD des Turniers/Runde                  |
| | Bester VGD des Turniers/Runde                 |
| | Bester ED des Turniers/Runde                  |
| | Bester BVGD des Turniers/Runde                |
| | Beste HS des Turniers/Runde                   |
| (Evtl. finden nicht alle Begriffe Anwendung oder einige sind nicht aufgeführt. Diese können in der Liste der Karambolage-Begriffe nachgesehen werden.) |                                               |